# Cúp quốc gia Scotland 1921–22
 Cúp quốc gia Scotland 1921-22 là mùa giải thứ 44 của giải đấu bóng đá loại trực tiếp uy tín nhất Scotland. Chức vô địch thuộc về Greenock Morton khi đánh bại Rangers trong trận Chung kết.

## Bán kết
| Rangers                                            | v | Partick Thistle |
| -------------------------------------------------- | - | --------------- |
| Geordie Henderson 25' · Sandy Archibald 30' (pen.) |   |                 |

| Greenock Morton | v | Aberdeen |
| --------------- | - | -------- |
|                 |   |          |

## Chung kết
| Greenock Morton   | v | Rangers |
| ----------------- | - | ------- |
| Jimmy Gourlay 12' |   |         |